# Sicydium
Sicydium — рід квіткових рослин родини гарбузових (Cucurbitaceae). Сюди входять дев'ять видів, що походять із тропічної Америки, від Мексики до північно-східної Аргентини.

## Види
Види:
- Sicydium araguense Steyerm. & Trujillo
- Sicydium davilae Lira
- Sicydium diffusum Cogn.
- Sicydium gracile Cogn.
- Sicydium nereoi Pozner
- Sicydium schiedeanum Schltdl.
- Sicydium synantherum (Dieterle) H.Schaef. & S.S.Renner
- Sicydium tamnifolium (Kunth) Cogn.
- Sicydium tuerckheimii Donn.Sm.